# الاتفاق الألماني السوفيتي

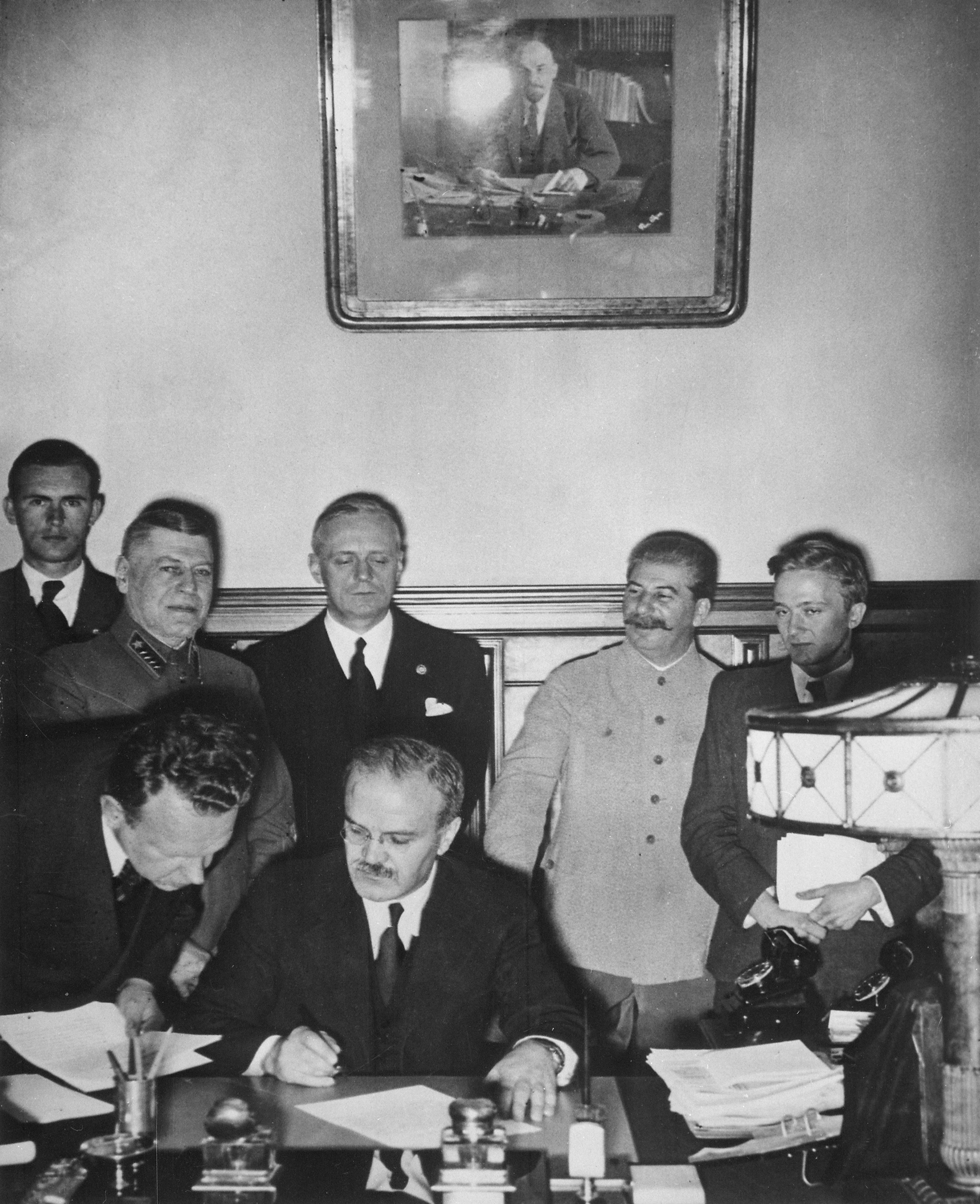
مولوتوف يوقع الاتفاقية. ريبنتروب يقف على يمين ستالين في الخلف

الاتفاق الألماني السوفييتي أو اتفاق مولوتوف-ريبنتروب رسمياً عرفت باسم معاهدة عدم الاعتداء بين ألمانيا والاتحاد السوفيتي هي معاهدة وقعت في العاصمة السوفيتية موسكو في 23 أغسطس 1939 بين وزير الخارجية الألماني ريبنتروب ونظيره السوفيتي مولوتوف. نصت المعاهدة على بقاء كل من ألمانيا النازية والاتحاد السوفيتي على الحياد في حالة تعرض أحد الطرفين لهجوم من طرف ثالث. وقد تضمت المعاهدة بروتوكولاً سرياً يقسم شمال وشرق أوروبا إلى مناطق نفوذ سوفيتي وألماني ترقباً لإعادة الترتيب السياسي والحدودي لهذه الدول. وعلى إثر ذلك قامت ألمانيا في 1 سبتمبر والاتحاد السوفيتي في 17 سبتمبر بمهاجمة بولندا واقتسامها بينهما. تلى ذلك ضم الاتحاد السوفيتي لإستونيا ولاتيفيا وليتوانيا وبيسارابيا قبل أن يهاجم فنلندا مجبراً إياها على التنازل على أجزاء من أراضيها. بقيت اتفاقية عدم الاعتداء بين ألمانيا والاتحاد السوفيتي سارية المفعول حتى 22 يونيو 1941 حينما أقدمت ألمانيا على غزو الاتحاد السوفيتي.

## خلفية
عادت الحرب العالمية الأولى بعواقب كارثية على الإمبراطوريتين الألمانية والروسية. في أواخر عام 1917، اندلعت الحرب الأهلية الروسية بعد الثورة البلشفية، وأعلن فلاديمير لينين، الزعيم الأول لروسيا السوفيتية الجديدة، استقلال فنلندا وإستونيا ولاتيفيا وليتوانيا وبولندا. فضلًا عن ذلك، تعيّن على لينين وتروتسكي الموافقة على معاهدة بريست ليتوفسك لمواجهة التقدم العسكري الألماني، وأُرغموا بموجبها على التنازل عن العديد من الأراضي الروسية الغربية لألمانيا. عقب انهيار ألمانيا، تدخل الحلفاء في الحرب الأهلية الروسية (1917-1922).
بتاريخ 16 أبريل 1922، وقعت جمهورية فايمار الألمانية والاتحاد السوفيتي على معاهدة رابالو وتنازلت الدولتنان بموجبها عن المطالبات الإقليمية والمالية بحق بعضهما البعض. تعهد الطرفان باتخاذ موقف محايد في حالة الهجوم على الطرف الآخر بموجب معاهدة برلين (1926). بعد الحرب العالمية الأولى، انخفض معدل التجارة بين الدولتين انخفاضًا حادًا، إلا أن توقيع بعض الاتفاقات التجارية في منتصف عشرينات القرن الماضي ساهم في زيادة ريع التجارة إلى 433 مليون رايخ مارك سنويُا بحلول عام 1927.
في مطلع ثلاثينيات القرن العشرين، أعقب تولي الحزب النازي السلطة زيادة في التوترات بين ألمانيا والاتحاد السوفيتي، إلى جانب دول أخرى ذات إثنية سلافية، والتي تُعتبر «أونترمينش» (إنسانًا أدنى) وفقًا للأيديولوجية العرقية النازية. علاوة على ذلك، نسب النازيون المعادون للسامية اليهود الإثنيين إلى الشيوعية والرأسمالية المالية، وكلاهما من معارضي النازية. من منظور النظرية النازية أن «البلاشفة اليهود» حكموا السلافيين في الاتحاد السوفيتي. تحدث هتلر عن معركة حتمية للحصول على أرض لألمانيا في الشرق. كان لمظاهر مكافحة البلشفية الألمانية الناجمة عن ذلك وزيادة الديون الخارجية السوفيتية سبب في انخفاض التجارة الألمانية السوفيتية. في عام 1934، انخفضت واردات السلع السوفيتية إلى ألمانيا بمعدل 223 مليون رايخ مارك، ويُعزى ذلك إلى النظام الستاليني شديد الانعزالية الذي يعزز السلطة بالإضافة إلى التنازل عن الضوابط العسكرية لمعاهدة فرساي، ساهم كلا السببين في التقليل من اعتماد ألمانيا على الواردات السوفيتية.
في عام 1936، دعمت ألمانيا وإيطاليا الفاشية القوميين الإسبان في الحرب الأهلية الإسبانية، إلا أن السوفييت دعموا الجمهورية الإسبانية. نتيجة لذلك، أصبحت الحرب الأهلية الإسبانية حرب بالوكالة بين ألمانيا والاتحاد السوفيتي. في عام 1936، أبرمت ألمانيا واليابان ميثاق حلف مناهضة الكومينترن، وانضمت إليهما إيطاليا بعد عام.
في 31 مارس 1939، قدمت بريطانيا ضمانًا لبولندا بأنها «ستقدم المساعدة لها في حال وجود ما يهدد استقلال بولندا صراحة، وإذا رأى البولنديون أنه من اللازم مقاومة هذا التهديد وأي إجراء بحقهم بالقوة.» غضب هتلر، وذلك لأن الضمان يعني التزام البريطانيين بالمصالح السياسية في أوروبا وأن أراضيه التي استولى عليها كتشيكوسلوفاكيا لن يُتهاون بشأنها من الآن فصاعدًا. في اجتماع في فيلهيلمسهافن، رد هتلر على هذا الفعل السياسي الذي كان من شأنه أن يمثل هزيمة له: «لن تتمكن أي قوة على الأرض من تحطيم القوة الألمانية، وإذا اعتقد الحلفاء الغربيون أن ألمانيا سوف تقف إلى جانبهم أثناء حشدهم دولهم التابعة للتصرف في مصالحهم، فإنهم مخطئين بشدة.» في نهاية المطاف، تسبب استياء هتلر من التحالف البريطاني البولندي إلى إعادة هيكلة إستراتيجية ألمانيا والنظر في موضوع التحالف مع موسكو. كتب ألفريد روزنبرغ أنه تحدث إلى هيرمان غورينغ عن التحالف المحتمل مع الاتحاد السوفيتي: «عندما تكون حياة ألمانيا على المحك، لا بد من النظر في إقامة تحالف مؤقت وإن كان ذلك مع موسكو.» في وقت ما في أوائل مايو 1939 في البرغهوف، عرض ريبنتروب على هتلر فيلمًا يظهر فيه ستالين وهو يستعرض جيشه في موكب أُقيم مؤخرًا. أصبح هتلر مفتونًا بفكرة التحالف مع السوفييت وأشار ريبنتروب إلى أن هتلر قال أن ستالين «يبدو وكأنه رجل قد يتمكن من التعامل معه.» ثم سمح لريبنتروب بمواصلة المفاوضات مع موسكو.

### مؤتمر ميونخ
كان خطاب هتلر العنيف المناهض للسوفييت أحد الأسباب التي جعلت بريطانيا وفرنسا تقرران أن مشاركة الاتحاد السوفيتي في مؤتمر ميونخ عام 1938 بشأن تشيكوسلوفاكيا ستكون خطيرة وغير مجدية. في اتفاق ميونخ الذي أعقب المؤتمر، جرى الاتفاق على ضم ألمانيا لجزء من تشيكوسلوفاكيا في أواخر عام 1938، ولكنه جرى حل هذا الانضمام تمامًا في مطلع عام 1939. مارست حكومتي رئيس الوزراء البريطاني نيفيل تشامبرلين ورئيس الوزراء الفرنسي ادوارد دالادير سياسة الاسترضاء تجاه ألمانيا. أثارت السياسة على الفور مسألة احتمال تجنُّب الاتحاد السوفيتي أن يكون التالي في قائمة هتلر. رأت القيادة السوفيتية أن الغرب يريد تشجيع العدوان الألماني في الشرق والحفاظ على موقف محايد في حرب بدأتها ألمانيا على أمل أن تقضي ألمانيا والاتحاد السوفيتيي على بعضهما البعض ووضع حد لكلا النظامين.
بالنسبة لألمانيا، كان النهج الاقتصادي القائم على الاكتفاء الذاتي والتحالف مع بريطانيا أمرين مستحيلين، وبالتالي أصبح من الضروري إقامة علاقات أوثق مع الاتحاد السوفيتي للحصول على المواد الخام. علاوة على الأسباب الاقتصادية، كان من شأن الحصار البريطاني المُتوقع خلال الحرب أن يتسبب بنقص هائل لألمانيا في عدد من المواد الخام الرئيسية. بعد اتفاق ميونخ، تسببت الزيادة الناتجة في احتياجات الإمدادات العسكرية الألمانية والمطالب السوفيتية للآليات العسكرية بإجراء المحادثات بين البلدين من أواخر عام 1938 إلى مارس 1939. تطلبت الخطط الخمسية للاقتصاد السوفيتي الثالثة إمداد تقنيات ومعدات صناعية جديدة. تكهن مخططو الحرب الألمان بحدوث نقص خطير في المواد الخام إذا دخلت ألمانيا في حرب دون إمدادات سوفيتية.
في 31 مارس 1939، تعهدت بريطانيا بدعم ألمانيا وفرنسا لضمان استقلال بولندا وبلجيكا ورومانيا واليونان وتركيا، وذلك ردًا على تحدي ألمانيا لاتفاق ميونخ وإنشاء محمية بوهيميا ومورافيا. في 6 أبريل، اتفقت بولندا وبريطانيا على إضفاء الطابع الرسمي على الضمان واعتباره تحالفًا عسكريًا، وتعليق المفاوضات. في 28 أبريل، استنكر هتلر ميثاق عدم الاعتداء الألماني البولندي لعام 1934 والاتفاقية البحرية الأنجلو-ألمانية لعام 1935.
في منتصف مارس 1939، وفي محاولة لردع توسع هتلر، تبادل الاتحاد السوفيتي وبريطانيا وفرنسا مجموعة من الاقتراحات والخطط المضادة بشأن التوصل إلى اتفاق سياسي وعسكري محتمل. بدأت المفاوضات غير الرسمية في أبريل، ولكن المفاوضات الرسمية لم تبدأ إلا في مايو من عام 1939. في الوقت ذاته، وطيلة أوائل عام 1939، ألمحت ألمانيا سرًا إلى الدبلوماسيين السوفييت بمقدرتها على تقديم شروط أفضل للاتفاق السياسي مقارنة بما قد تقدمه بريطانيا وفرنسا.

## الإطار التاريخي
كانت القوى الغربية (على رأسها فرنسا وبريطانيا) والاتحاد السوفييتي شديدي القلق أمام تزايد التهديد الذي تمثله ألمانيا النازية تحت هتلر. احتلت ألمانيا النازية الرور وأعادت الخدمة العسكرية و طورت بشدة ترسانتها العسكرية منتهكةً بذلك معاهدة فرساي الموقعة عقب الحرب العالمية الأولى.

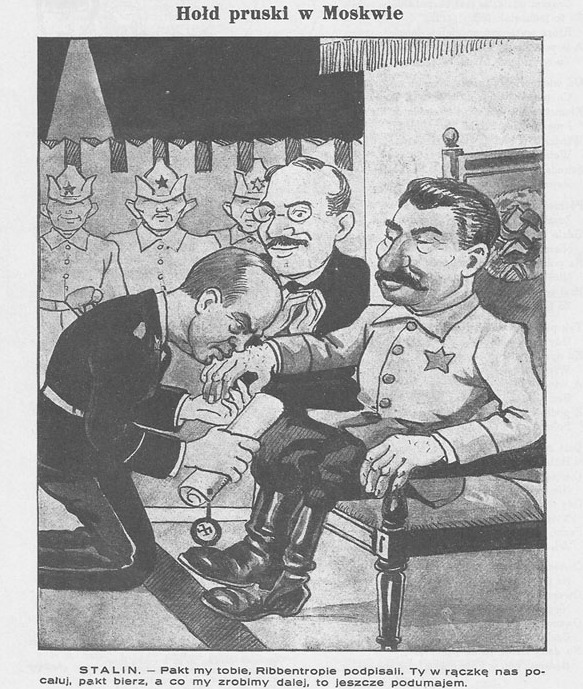
كاريكاتير بولندية تمثل ريبنتروب يقبل يد ستالين أمام مولوتوف الذي يبتسم و يصفق

منذ أبريل 1938، بدأ الاتحاد السوفييتي مفاوضات دبلوماسية مع فنلندا في محاولة لتحسين قدراتهم على الدفاع المشترك ضد ألمانيا. ادعى السوفيات خوفهم من هجوم ألماني قد يستهدف لينينغراد و يصلها عبر فنلندا. بقيت هذه المفاوضات متوقفة (إلى أن عادت في الخريف ثم قاد فشلها إلى حرب الشتاء).
وقعت فرنسا وبريطانيا (ممثلة من طرف دلادييه وتشاميرلين) معاهدة ميونخ مع ألمانيا النازية وإيطاليا (ممثلة من طرف هتلر وموسوليني) في 30 سبتمبر 1938 والتي تفسح المجال أمام ألمانيا النازية لضم تشيكوسلوفاكيا التي تقطنها أقلية عرقية ألمانية إلى أراضيها. و حال الرفض البولندي من قبل الكولونيل بيك لعبور أراضيه دون اقتراح ستالين إرسال الجيش الأحمر لمساعدة تشيكوسلوفاكيا (خوفاً من خسارة الأراضي السوفياتية التي حازتها بولندا بمقتضى معاهدة ريغا).
وقعت الحكومة الفرنسية التي يمثلها جورج بونيه معاهدة عدم اعتداء مع ريبنتروب في 6 ديسمبر 1938 و يتعاهد بمقتضاها البلدين على التشاور المتبادل في ما يخص المسائل المتعلقة بهما في حال أزمات دولية و تعتبر حدودهما الجغرافية نهائية.
قلقاً من البرامج التوسعية لألمانيا النازية في الشرق (بحثاً عن «مجالها الحياتي») وبتشجيع الخطاب العدائي لذي ألقاه هتلر ضد السلاف والذي يقترح إبادتهم أو استعبادهم)، حاول الاتحاد السوفياتي مراراً إقناع فرنسا وبريطانيا بتكوين حلف بينهم، ينص على المساعدة العسكرية المتبادلة في حال حاولت ألمانيا غزو أحد هذه البلدان، من دون جدوى.
نفور فرنسا و بريطانيا من فكرة «التحالف الكبير» ضد ألمانيا النازية والتنازلات التي قدمتاها لهتلر والدلائل المشيرة إلى أمل هذين البلدين في نشوب حرب بين ألمانيا والاتحاد السوفياتي، قد يفسر ابتعاد الاتحاد السوفياتي عن الديمقراطيات الغربية غير المبالية بها إن لم تكن معادية لها، و إبرامها معاهدة مع ألمانيا. يذكر تشرشل في كتابه أن فرنسا كانت بدراية منذ 7 ماي 1939، أن الاتحاد السوفياتي كان يميل أكثر إلى اتفاقية تهدف إلى اقتسام بولندا أكثر منها إلى حمايته.
في 23 أوت 1939، وقعة في موسكو معاهدة عدم الاعتداء الألمانية السوفياتية المعروفة أكثر تحت اسم الاتفاق الألماني السوفييتي، ووقعها الاتحاد السوفييتي وألمانيا النازية عن طريق ممثليهما مولوتوف وريبنتروب، ولذلك يعرف أيضاً باسم اتفاقية مولوتوف-ريبنتروب.

## محتوى المعاهدة

### بند عدم العدوان
أعلن الاتفاق انتهاء الصراع بين البلدين، مع اقتراح الحيادية في حال هجوم طرف ثالث على أحدهما. يتعهد كل من البلدين عدم تعبئة قوات قد تكون «موجهة بصفة مباشرة أو غير مباشرة ضد الطرف الآخر».

### البروتوكولات السرية
تحتوي المعاهدة أيضاً على العديد من البروتوكولات التي ظلت لمدة طويلة سرية. هذه البروتوكولات تحدد مناطق نفوذ كل من ألمانيا النازية والاتحاد السوفياتي على البلدان الواقعة بينهما (إسكندنافيا، دول البلطيق، بولندا، رومانيا، ...). حدد أيضاً خط اقتسام بولندا في حال إعادة تنظيم الأراضي. ووقع هذا الاقتسام فعلاً بعد غزو ألمانيا النازية لبولندا في 1 سبتمبر 1939 تبعه غزو سوفياتي في 17 سبتمبر. يتبع خط الاقتسام تقريباً خط كورزن الذي كان ليفصل بولندا عن روسيا بعد حرب 1920 الروسية البولندية.

اقتسام الأراضي المزعم حسب البروتوكولات السرية للمعاهدة، و التغييرات الميدانية للحدود سنة 1940

وفق المعاهدة، تتعهد الجيستابو بتسليم الآن كي في دي اللاجئين الروس الموجودين على التراب الألماني والمطلوبين لدى الاتحاد السوفياتي، مقابل ذلك يسلم الاتحاد السوفياتي لألمانيا العديد من اللاجئين الألمان و النمساويين المعادين للفاشية بالاتحاد السوفياتي (مثل مرغريت بوبر-نيومان و مؤسس الحزب الشيوعي النمساوي، فرانز كوريتشونر).

#### اقتسام بولندا
أحد بروتوكولات المعاهدة ينص على أنه في حال اقتسام بولندا، يجب على الطرفين أخذ الإجراءات اللازمة لمنع أية حركة مقاومة بولندية. تم إقرار التشاور المتبادل في خصوص كل قرارات و أساليب القمع الواجب توخيها أيضاً:

«لا يسمح كل من الطرفين بأي نوع من أنواع الشغب، التي قد تهدد الطرف الآخر، من قبل البولنديين على أراضيه. كل من الطرفين يقمع على أرضه كل نواة لذلك النوع من أعمال الشغب، و يتبادلان بينهما كل المعلومات والوسائل اللازمة في هذا الصدد»

هذه الوسائل كانت محل تعاون مستمر بين الجيستابو و الآن كاي في دي خلال شتاء 1939-1940. بعد ذلك اهتم كل من الطرفين بالتخلص من النخبة الفكرية البولندية. استخدم الألمان معايير عرقية بينما السوفيات استعملوا معايير فئوية. تم اضطهاد الكنيسة الكاثوليكية، التي تعتبر أحد أعمدة الهوية الوطنية البولندية، من قبل الطرفين. بقية هذه الأحداث سرية حينها ولم يتم الكتابة عنها في الصحف الوطنية.

#### غزو فنلندا
أعاد الاتحاد السوفياتي في 9 أكتوبر 1939 تجديد المحادثات التي بدأها في أبريل 1938 مع فنلندا، لكن من دون جدوى. اقترحت موسكو، في 14 أكتوبر، استئجار ميناء هانكو الذي يعتبر مفتاح خليج فنلندا لمدة 30 سنة والذي سيمكن الاتحاد السوفياتي من بسط نفوذه على الخليج مما يجعل حصاره من قبل ألمانيا النازية مستحيلاً. كما اقترحت مقايضة 2750 كم² من الأراضي الفنلندية مقابل 5527 كم² من الأراضي السوفياتية في محاولة لحماية مدينة لينينغراد التي لا تبعد سوى 32 كم فقط عن منطقة برزخ كاريليا من الحدود السوفياتية-الفنلندية. أمام الرفض الفنلندي، ألغى الاتحاد السوفياتي في 28 نوفمبر معاهدة 1932 لعدم الاعتداء بين البلدين و تخطى الحدود في 30 نوفمبر، بادئة بذلك حرب الشتاء من دون القيام بالتحضيرات العسكرية اللازمة.

## الدور الإستراتيجي للاتفاق

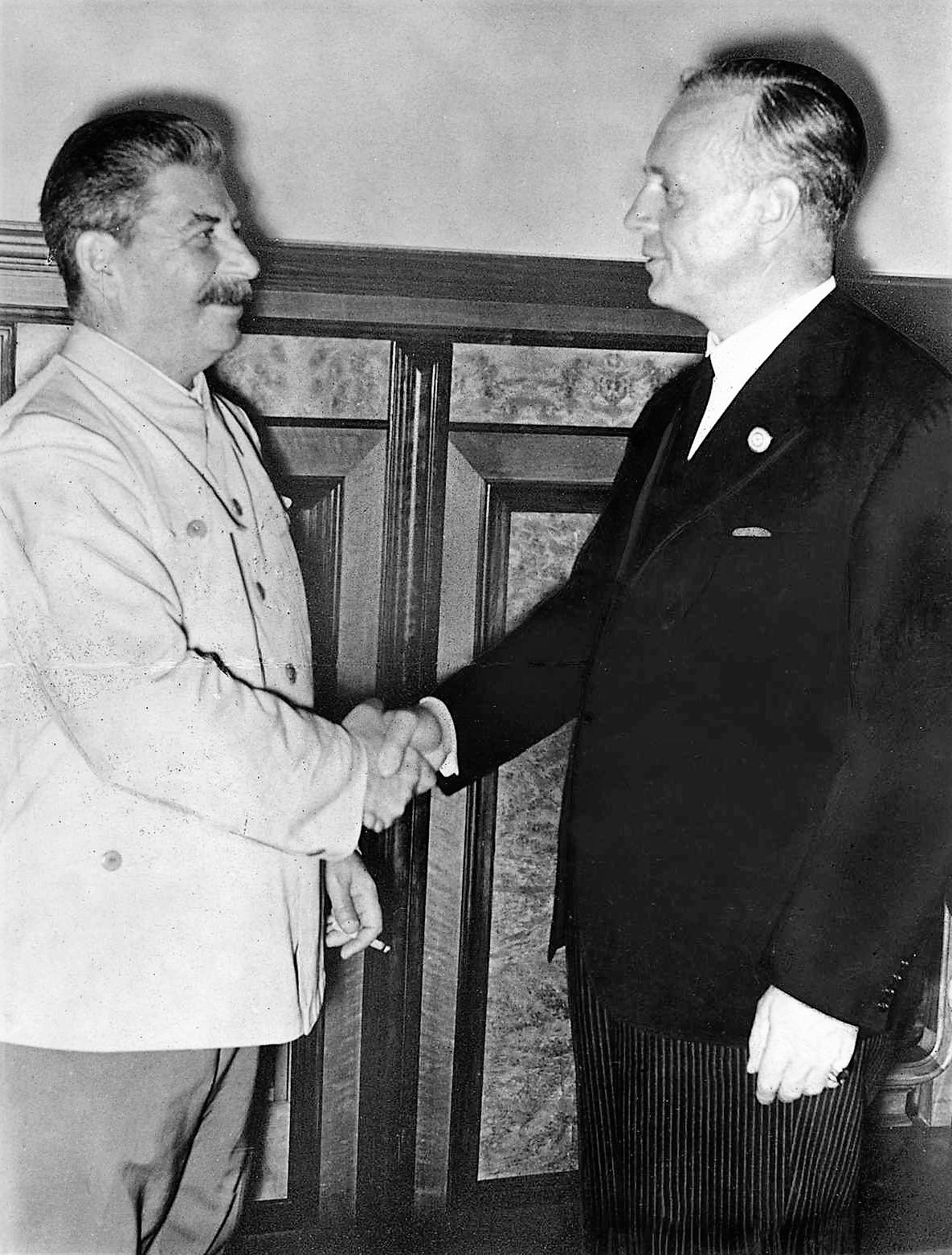
ستالين وريبنتروب خلال توقيع المعاهدة

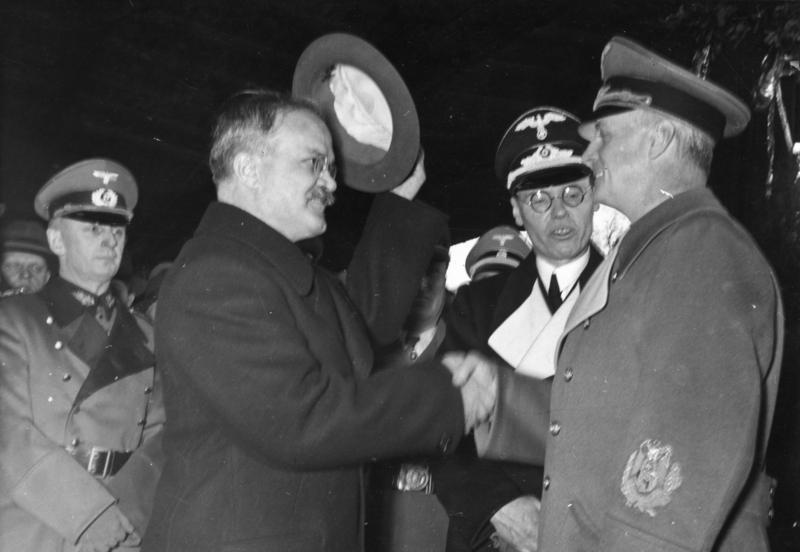
ريبنتروب ومولوتوف في برلين سنة 1940

لمدة سنتين، خدم الاتفاق مصالح كل من الطرفين.
من ناحية، سمح الاتفاق لألمانيا النازية بإرسال وحداتها العسكرية، و لاسيما الوحدات المدرعة، نحو الغرب، من دون الخوف من هجوم سوفياتي في الشرق. استطاعت ألمانيا غزو فرنسا بفضل حرب خاطفة قبل أن تستدير من جديد نحو الاتحاد السوفياتي و تكسر بواسطة عملية بارباروسا اتفاقية عدم الاعتداء بينهما في 22 جوان 1941.
من ناحية أخرى و حسب مولوتوف، الذي لم يندم أبدا على توقيعه، مكن الاتفاق الاتحاد السوفياتي من الاستعداد لحرب لا مناص منها بعد فشل الحلف مع فرنسا و بريطانيا، و من الفوز في نهاية الأمر. دور المعاهدة كان تأخير الصراع قدر الإمكان لتتيح للاتحاد السوفياتي فرصة تدارك تأخرها التكنولوجي (كان مولوتوف في أول الأمر آملا في هدنة لمدة عام لدى توقيعه المعاهدة و يطمح في تمديدها إلى أن تندلع الحرب مع ألمانيا) و لخلق منطقة عازلة إلى الغرب لحماية المراكز السياسية و الاقتصادية للبلاد. بناء و تحويل المصانع نحو سيبيريا على امتداد السنتين التي دامها الاتفاق سمح بتوفر قاعدة خلفية بعيدة عن جبهة الصراع، بينما كانت المفاوضات مع فنلندا لتوفر الأراضي القريبة من لينينغراد لحمايتها نظرا لقربها من الحدود.

## وصلات خارجية
- Text of the pact
- Nazi–Soviet Relations 1939–1941
- Leonas Cerskus. The Story of Lithuanian soldier
- Modern History Sourcebook, a collection of public domain and copy-permitted texts in modern European and World history has scanned photocopies of original documents
- The Meaning of the Soviet–German Non-Aggression Pact Molotov speech to the Supreme Soviet on August 31, 1939
- Italy and the Nazi–Soviet Pact of August 23, 1939
- International Conference and booklet on the Molotov–Ribbentrop Pact